# 泰州站
泰州站，位于中华人民共和国江苏省泰州市海陵区，是宁启铁路上的火车站，于2004年7月1日开工建设，2005年5月31日竣工，并于2005年7月1日投入运营。由中国铁路上海局集团新长车务段管辖。离南京站165公里，离南通站119公里，拥有发往哈尔滨和北京方向的长途始发线路。
自2005年投入运营后，除西侧的长途汽车客运站外。车站四周基本为农田，为完善周围城市建设，泰州市逐在2010年以车站为中心，设置火车站街区。

## 歷史
- 2004年7月1日，车站开工。
- 2005年5月31日，车站竣工。
- 2005年7月1日，投入运营。

## 车站结构

### 站房

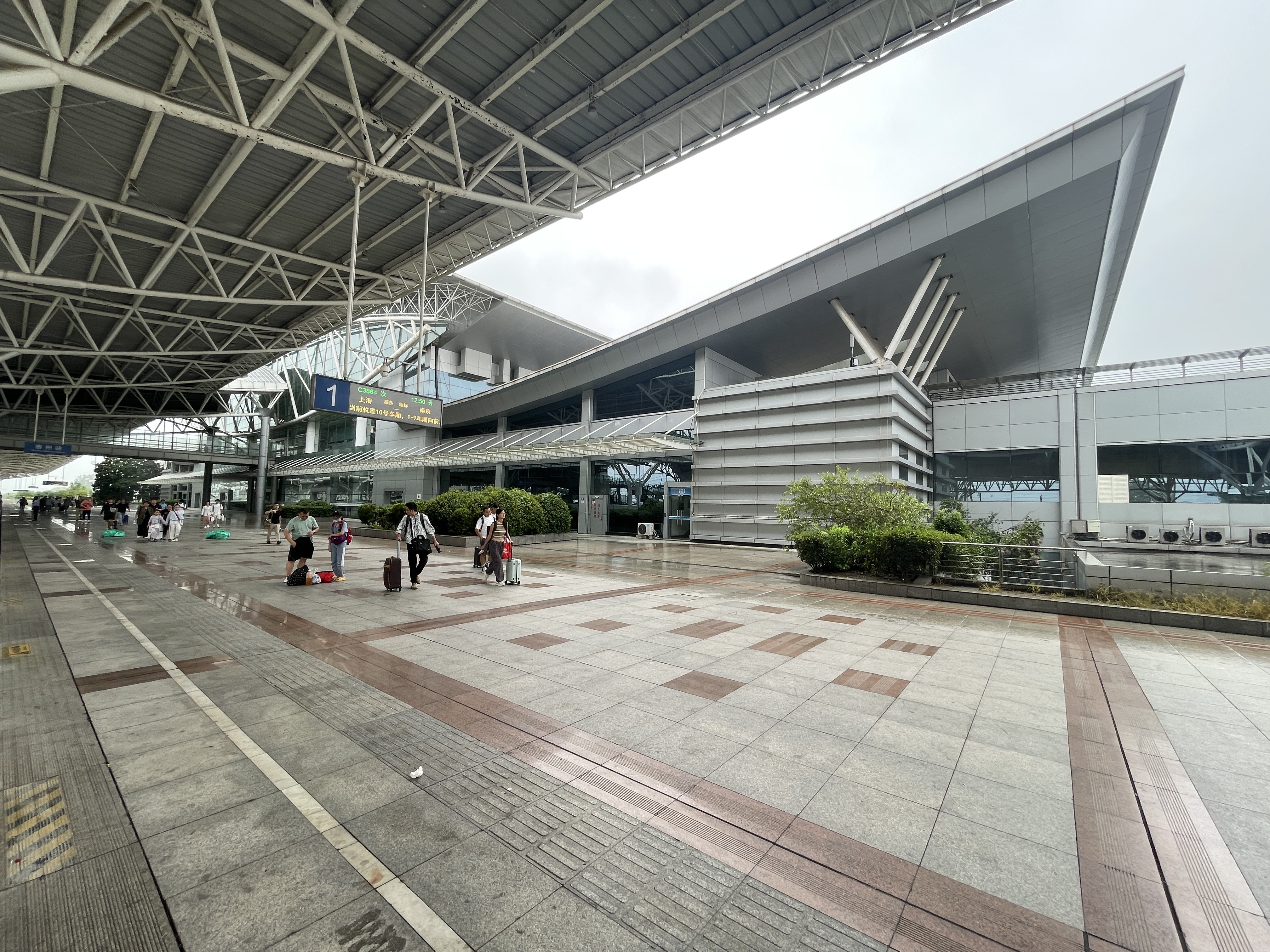
车站站房和1站台（2023年）

泰州站主体站房长150.5米、进深43.6米、高23.6米，建筑面积为12186.5平方米。车站外立面以“大海”为设计意向，屋顶为梭形，形似大海中的船舶。泰州站站房内部共有三层，地下一层为到达层，设有出站大厅、行包房、设备用房、售票处等设施，其中售票处有10个售票窗口；一层、二层为出发层，其中一层候车室面积1500平方米，有672个候车座位；二层候车室有1500平方米，有640个候车座位。此外车站还设有两个贵宾室、软席候车室、残疾人候车室等设施。

### 站场

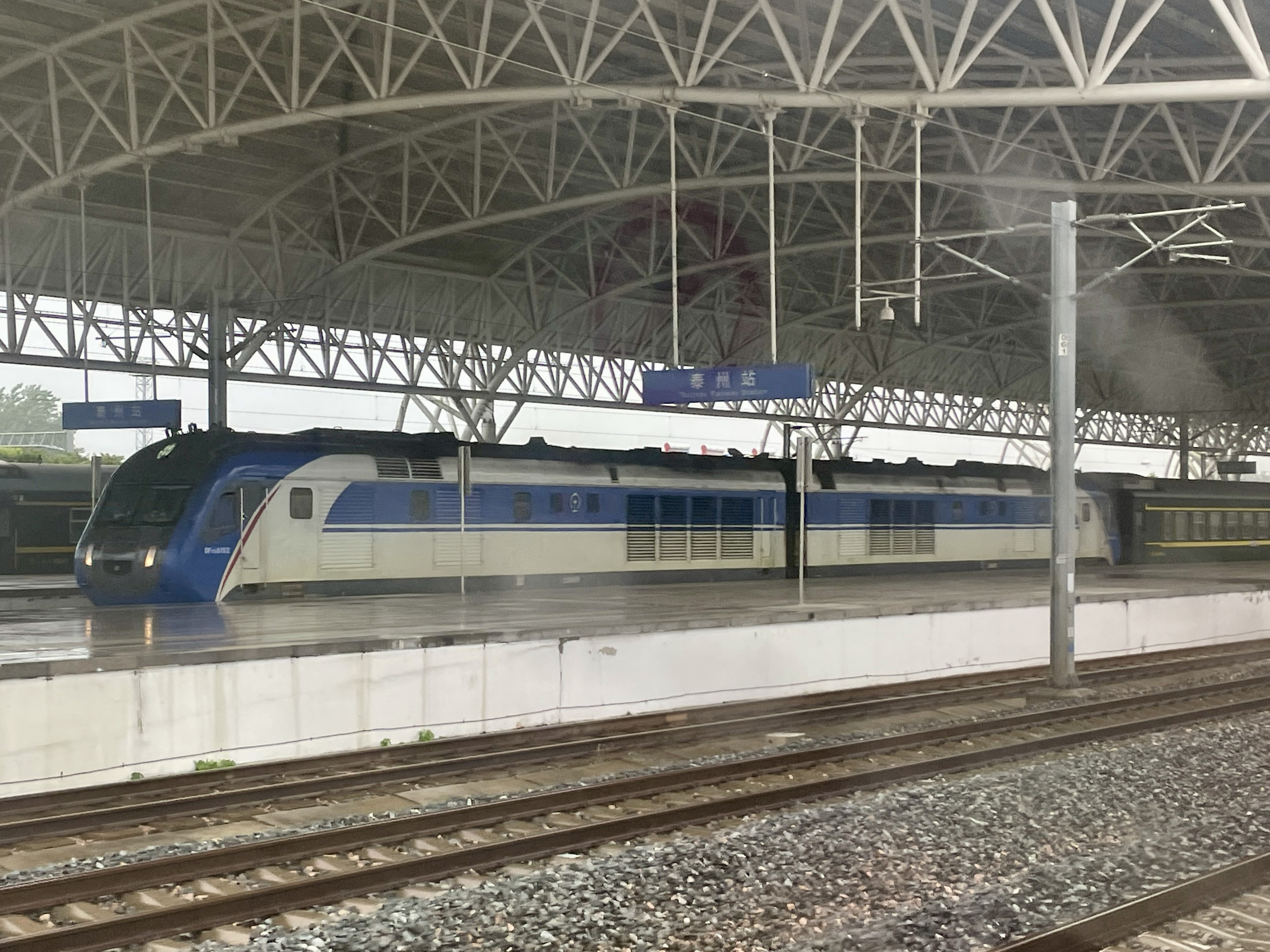
東風11G型内燃机车牵引K420次列车于泰州站

车站共设3座站台、7条股道（含2条正线），其中1号站台为侧式站台，与一层候车厅相连；两个岛式站台（2～5站台）与二层候车厅相连，被面积43198平方米的大跨度双跨站台柱雨棚覆盖。泰州站此外还设有旅客客车整备所和机务折返段各一处。
| 5站台    | 到发线 宁启铁路 往南通、启东、上海方向（姜堰站） |
| 岛式站台 |                                                  |
| 4站台    | 到发线 宁启铁路 往南通、启东、上海方向（姜堰站） |
| 3站台    | 到发线 宁启铁路 往南通、启东、上海方向（姜堰站） |
| 岛式站台 |                                                  |
| 2站台    | 到发线 宁启铁路 往南通、启东、上海方向（姜堰站） |
| 通过线   | 下行正线 宁启铁路                                |
| 通过线   | 上行正线 宁启铁路                                |
| 1站台    | 到发线 宁启铁路 往南京方向（泰州西站）           |
| 侧式站台 |                                                  |
| 站房     | 出站口、候车室、售票处                           |

## 外部連結
- 中国铁路客户服务中心 （页面存档备份，存于）